# Città di Andorra
Lista di città di Andorra. Il Paese è diviso, dal punto di vista amministrativo, in sette unità principali definite parrocchie, che contano in totale 44 poblacions (paesi e villaggi). Le uniche due città che superano i 10.000 abitanti sono Andorra la Vella (capitale) e Escaldes-Engordany.

## Lista
In grassetto è indicato il capoluogo di parrocchia.

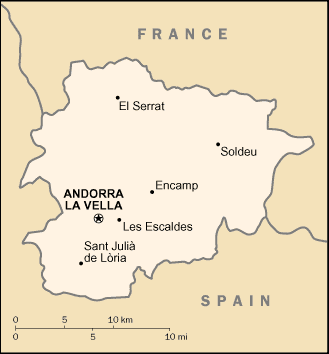
Mappa di Andorra

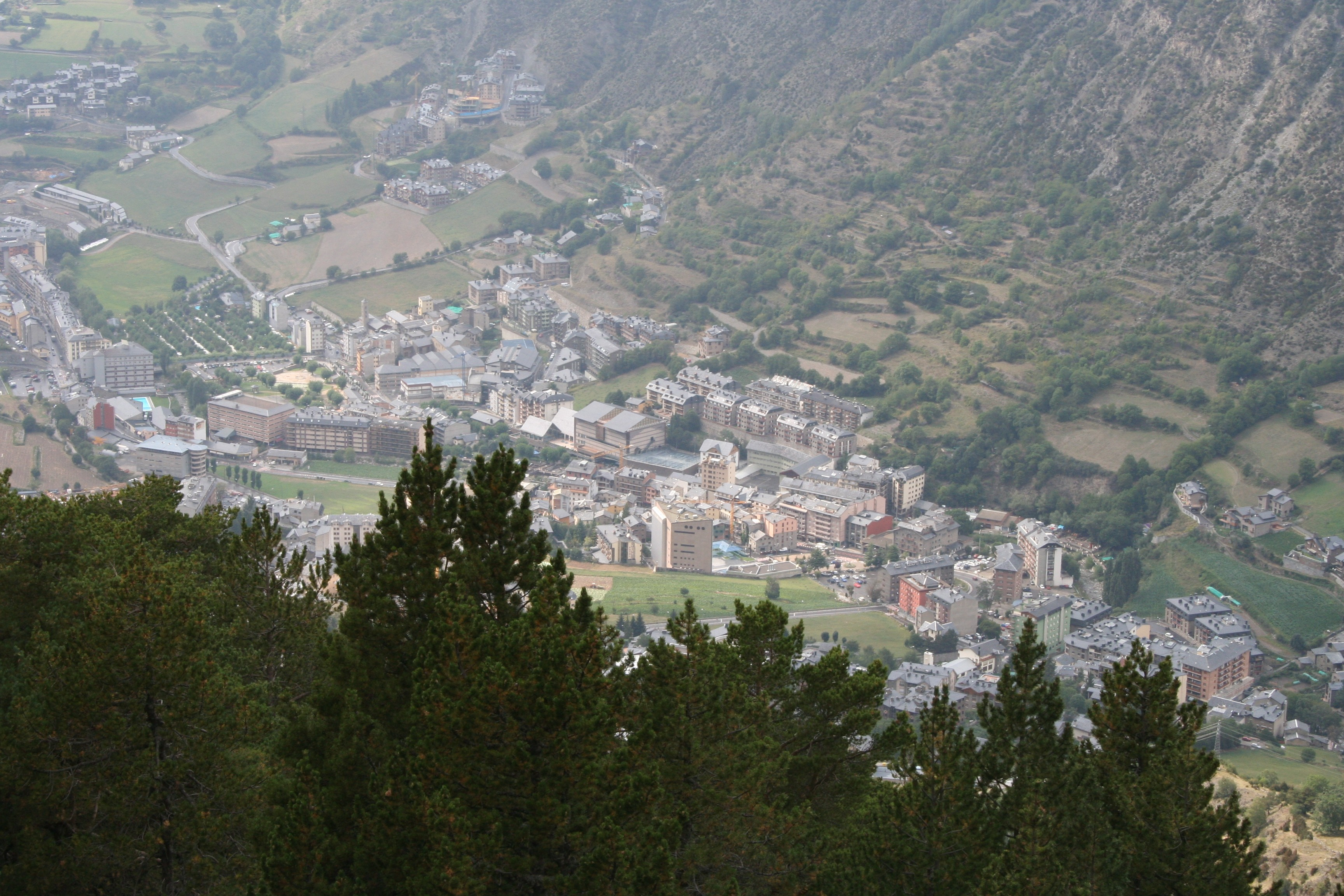
Encamp

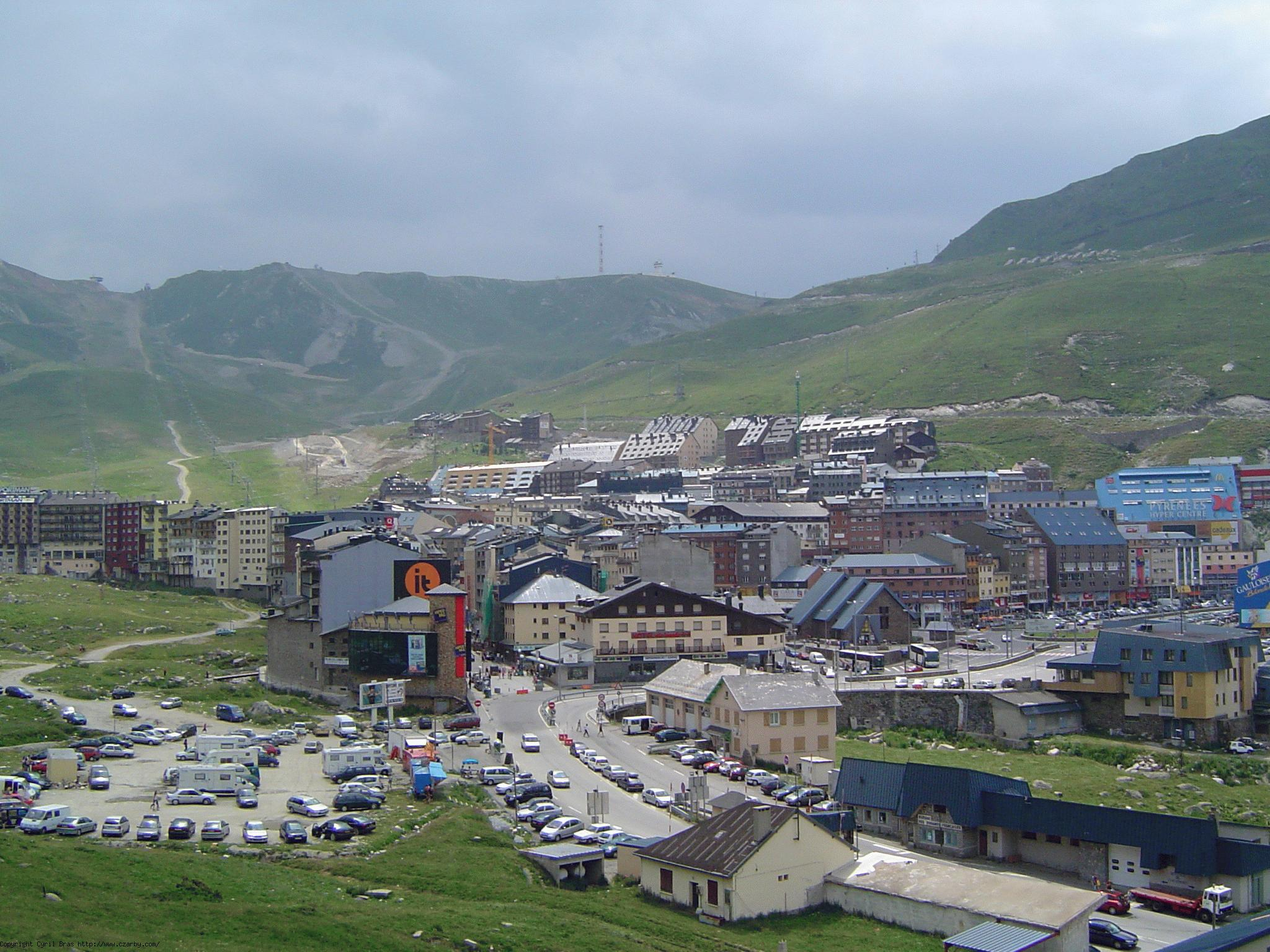
Pas de la Casa

Parrocchia di Canillo
- Canillo
- L'Aldosa de Canillo
- L'Armiana
- Bordes d'Envalira
- El Forn
- Incles
- Meritxell
- Molleres
- Els Plans
- Prats
- Ransol
- Sant Pere
- Soldeu
- El Tarter
- El Vilar

Parrocchia di Encamp
- Encamp
- Le Bons
- Grau Roig
- La Mosquera
- Pas de la Casa
- Le Tremat
- Vila

Parrocchia di Ordino
- Ordino
- Ansalonga
- Arcalís
- Arans
- La Cortinada
- Llorts
- Les Salines
- Segudet
- El Serrat
- Sornàs

Parrocchia di La Massana
- La Massana
- L'Aldosa de la Massana
- Anyós
- Arinsal
- Erts
- Escàs
- Mas de Ribafeta
- Pal
- El Pui
- Puiol del Piu
- Sispony
- Xixerella

Parrocchia di Andorra la Vella
- La Vella
- La Margineda
- Santa Coloma

Parrocchia di Sant Julià de Lòria
- Sant Julià de Lòria
- Aixàs
- Aixirivall
- Aixovall
- Auvinyà
- Bissisarri
- Canolich
- Certers
- Fontaneda
- Juberri
- Llumeneres
- Nagol

Parrocchia di Escaldes-Engordany
- Escaldes-Engordany
- Engolasters
- El Fener
- Vilars d'Engordany